# Дардак
Дардак — селище міського типу районного підпорядкування (підпорядковано Кургантепинському району) в Андижанській області, Узбекистан. Селище розташоване в південно-східній частині країни за 55 км від обласного центру міста Андижан.